# قلعه لایوسه

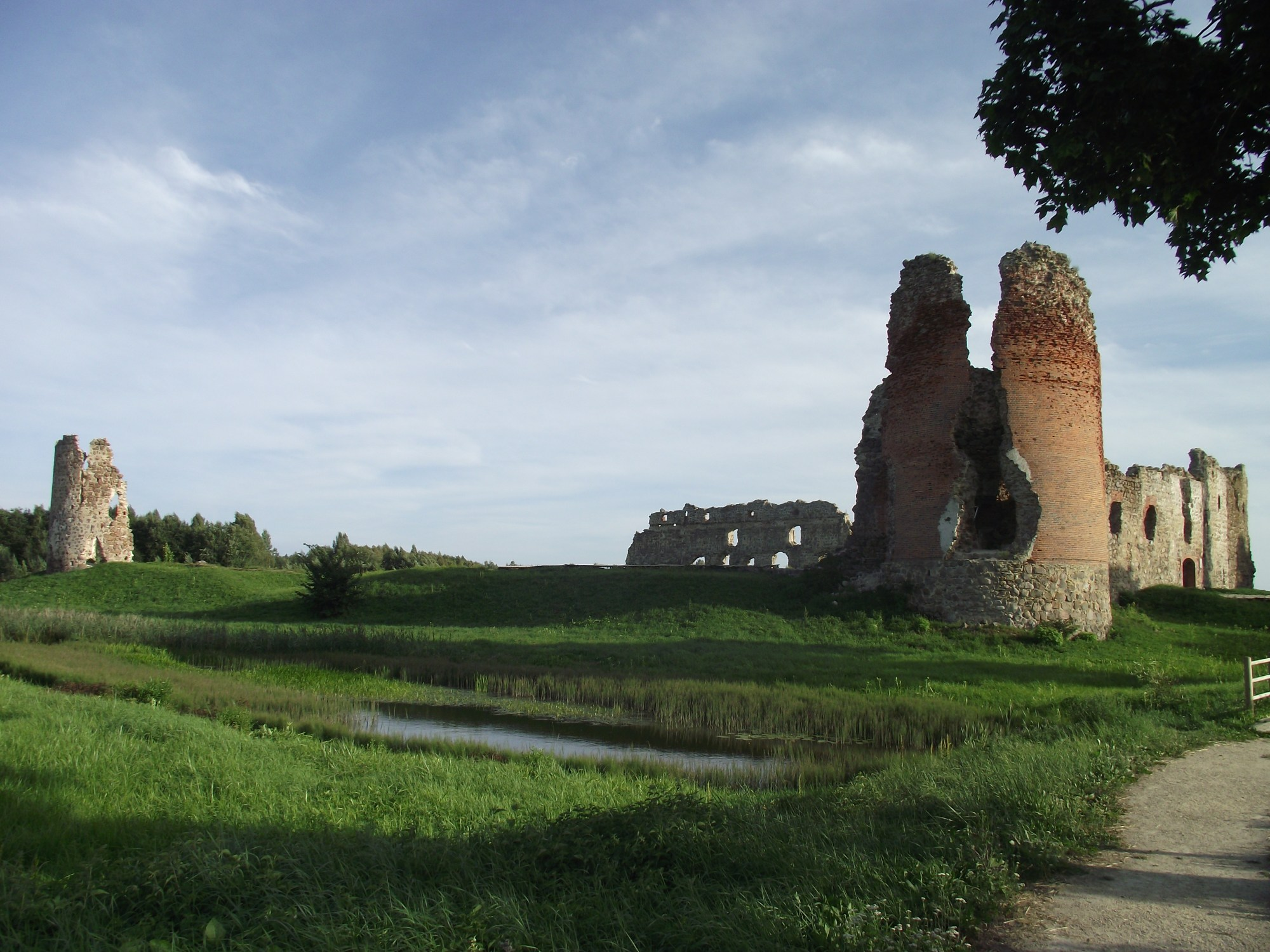
قلعه لایوسه

قلعه لایوسه (به استونیایی: Laiuse ordulinnus)، (به آلمانی Schloß Lais) قلعه‌ای در شهرستان یوگوا، استونی است.
این قلعه در دوران لیوونی‌ها و در حدود قرن ۱۴ میلادی ساخته شده و اولین قلعه‌ای بوده است که برای مقابله با سلاح گرم در استونی بنا شده.
قلعه لایوسه در جنگ لیوونی به دست روس‌ها اشغال شد و قسمتی از آن آسیب دید اما با این حال در جنگ بزرگ شمالی و در سال‌های ۱۷۰۰ تا ۱۷۰۱ میلادی و پس از نبرد ناروا این قلعه به مدت پنج ماه مرکز اداری امپراتوری سوئد بود.

## نگارخانه

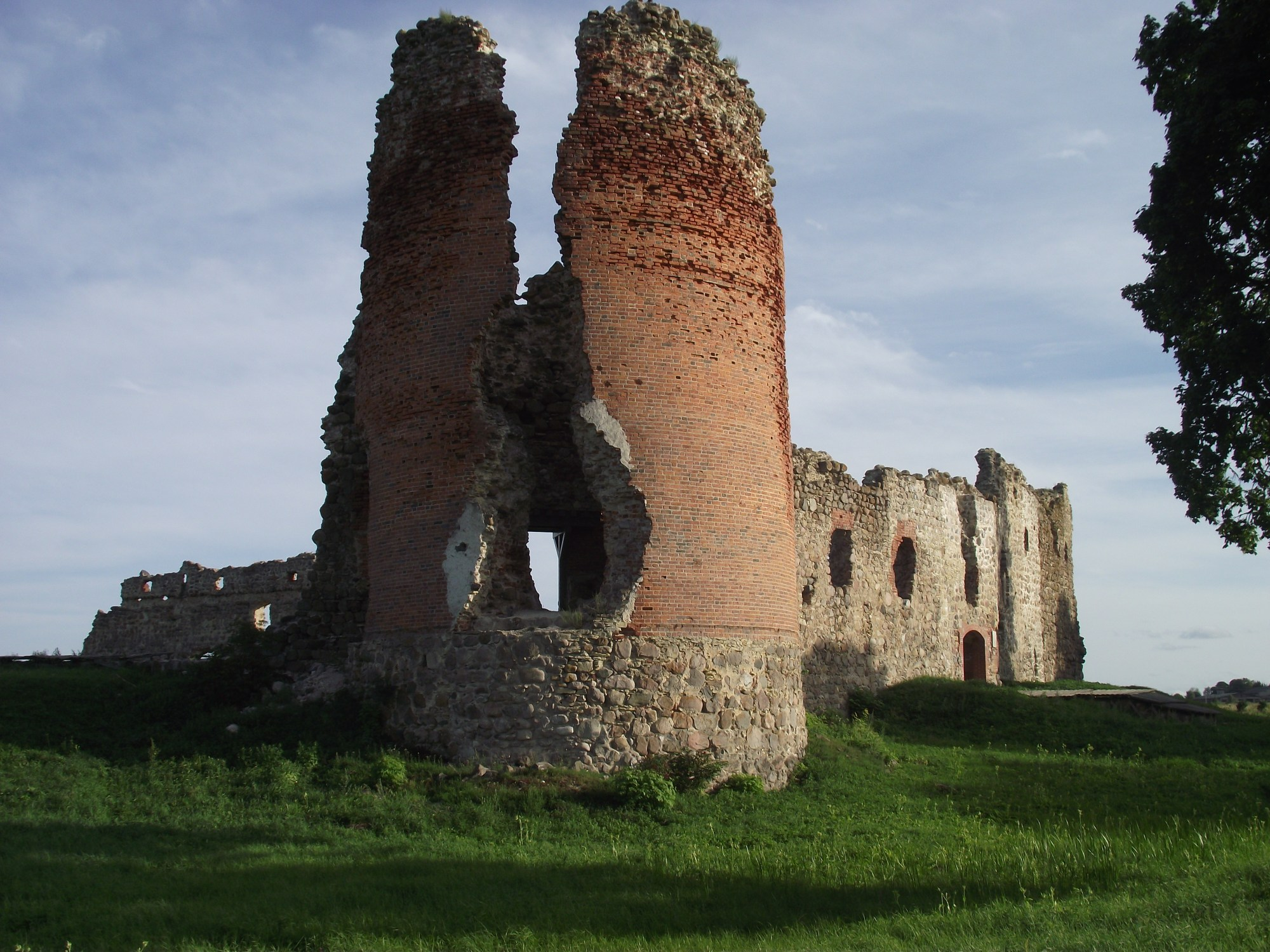
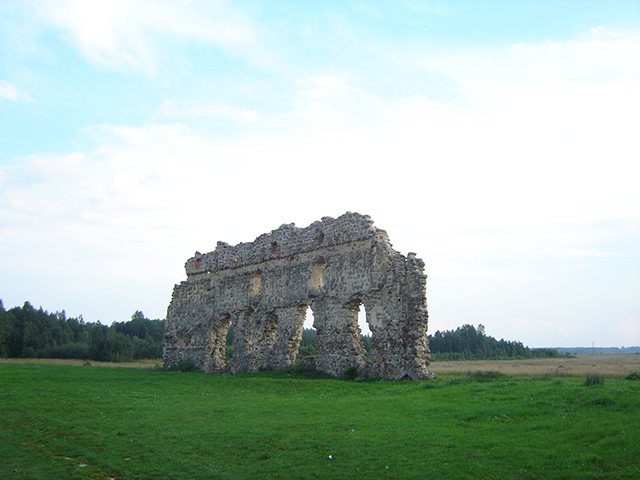
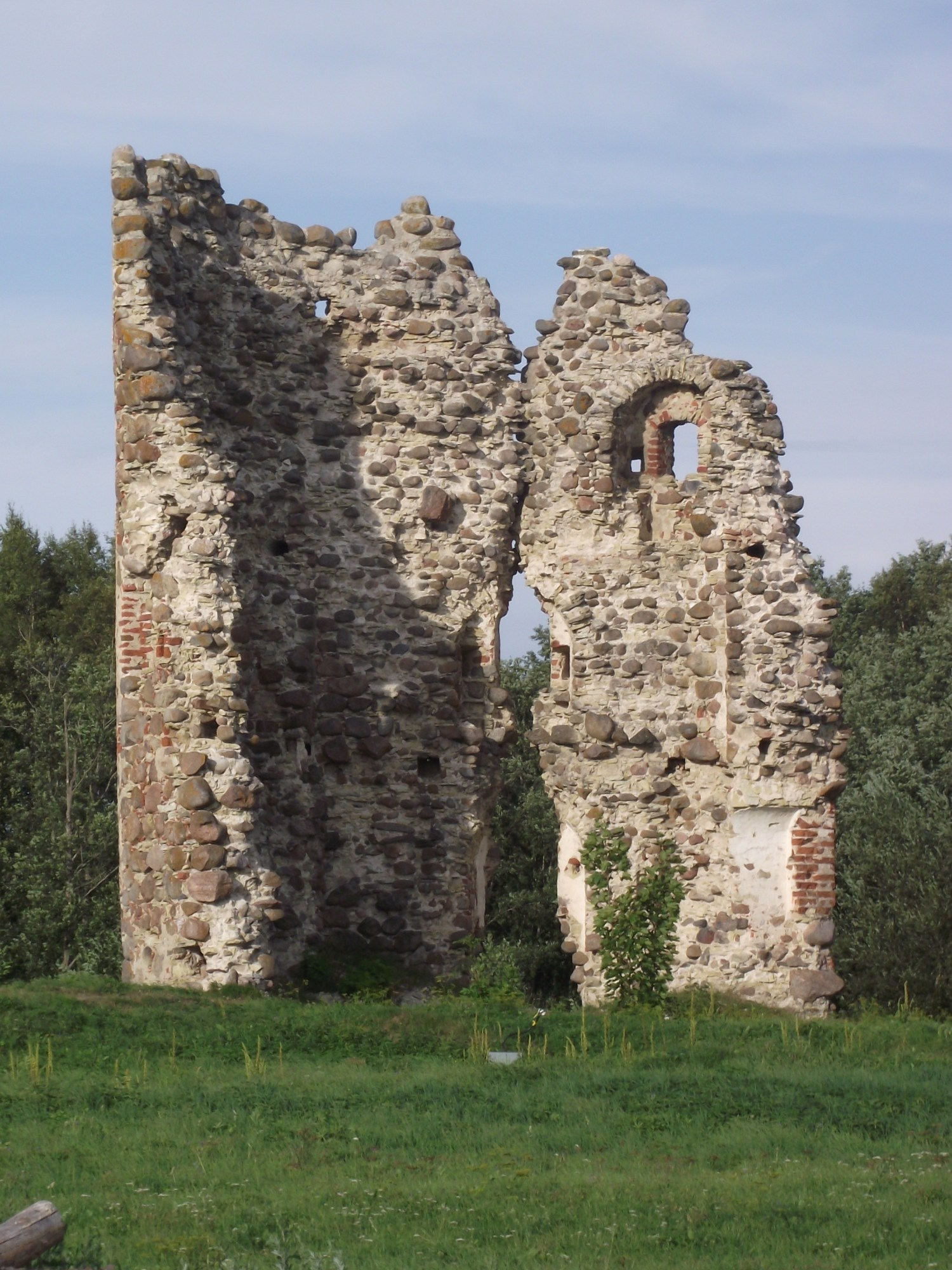
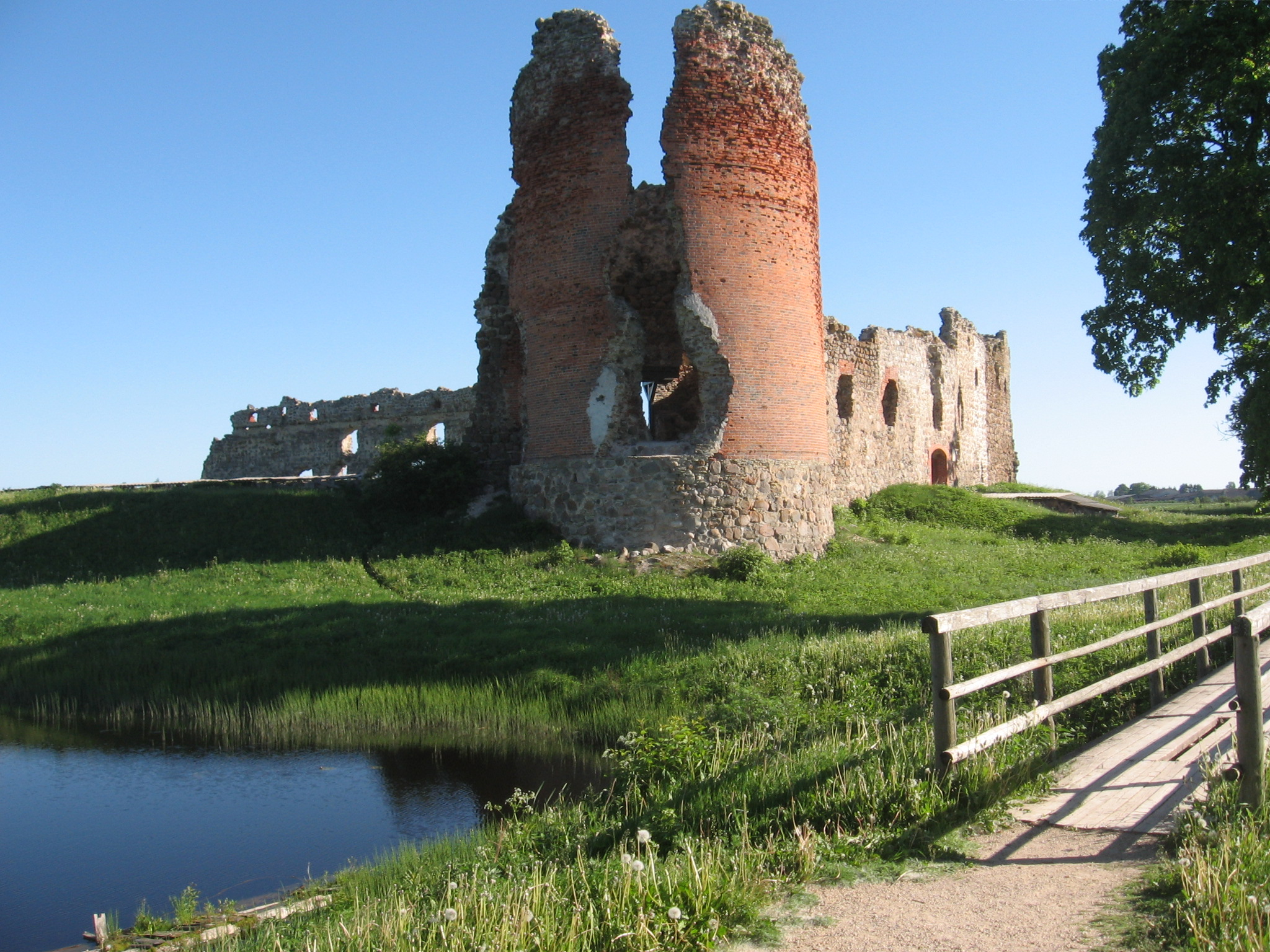
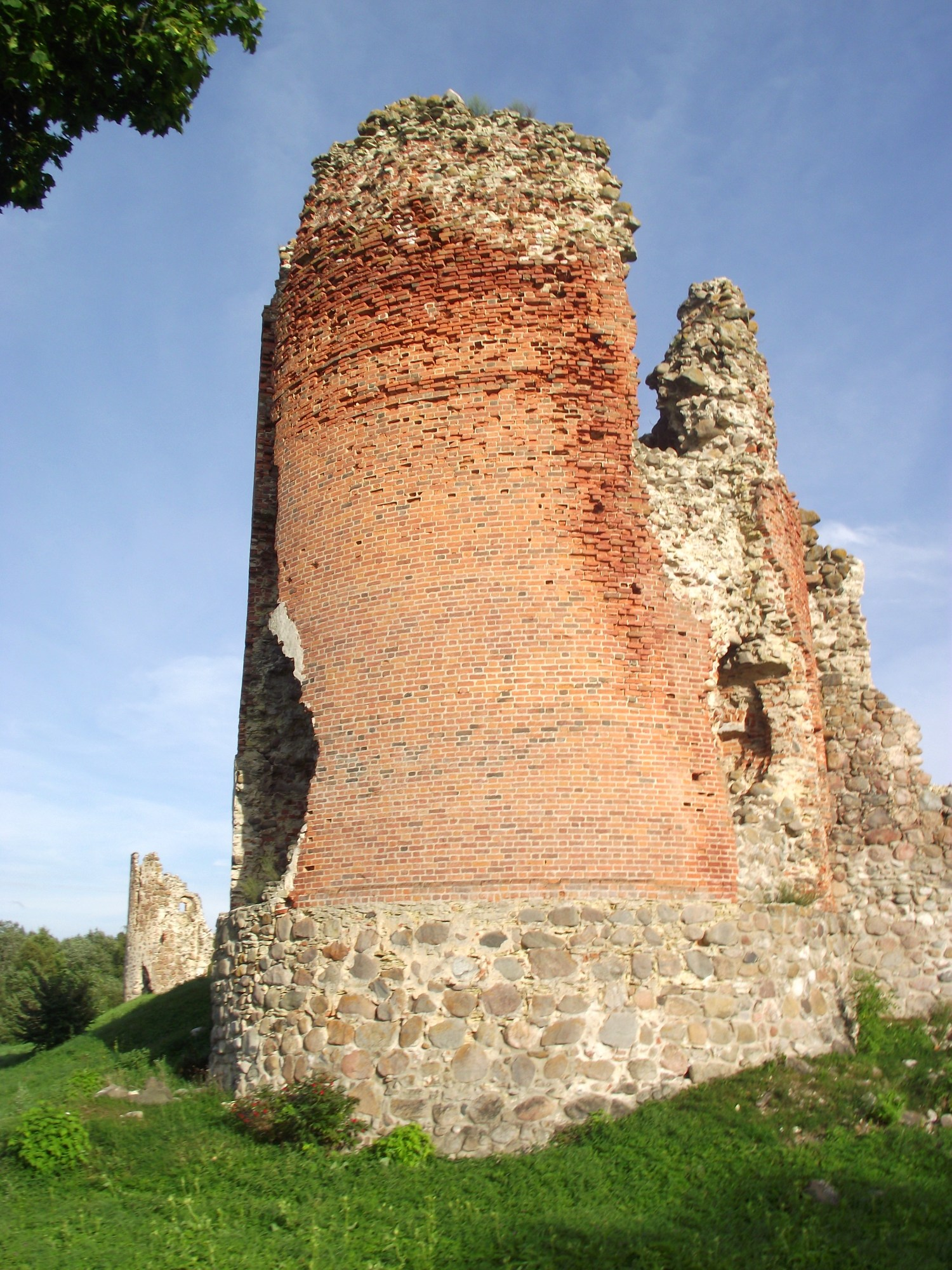
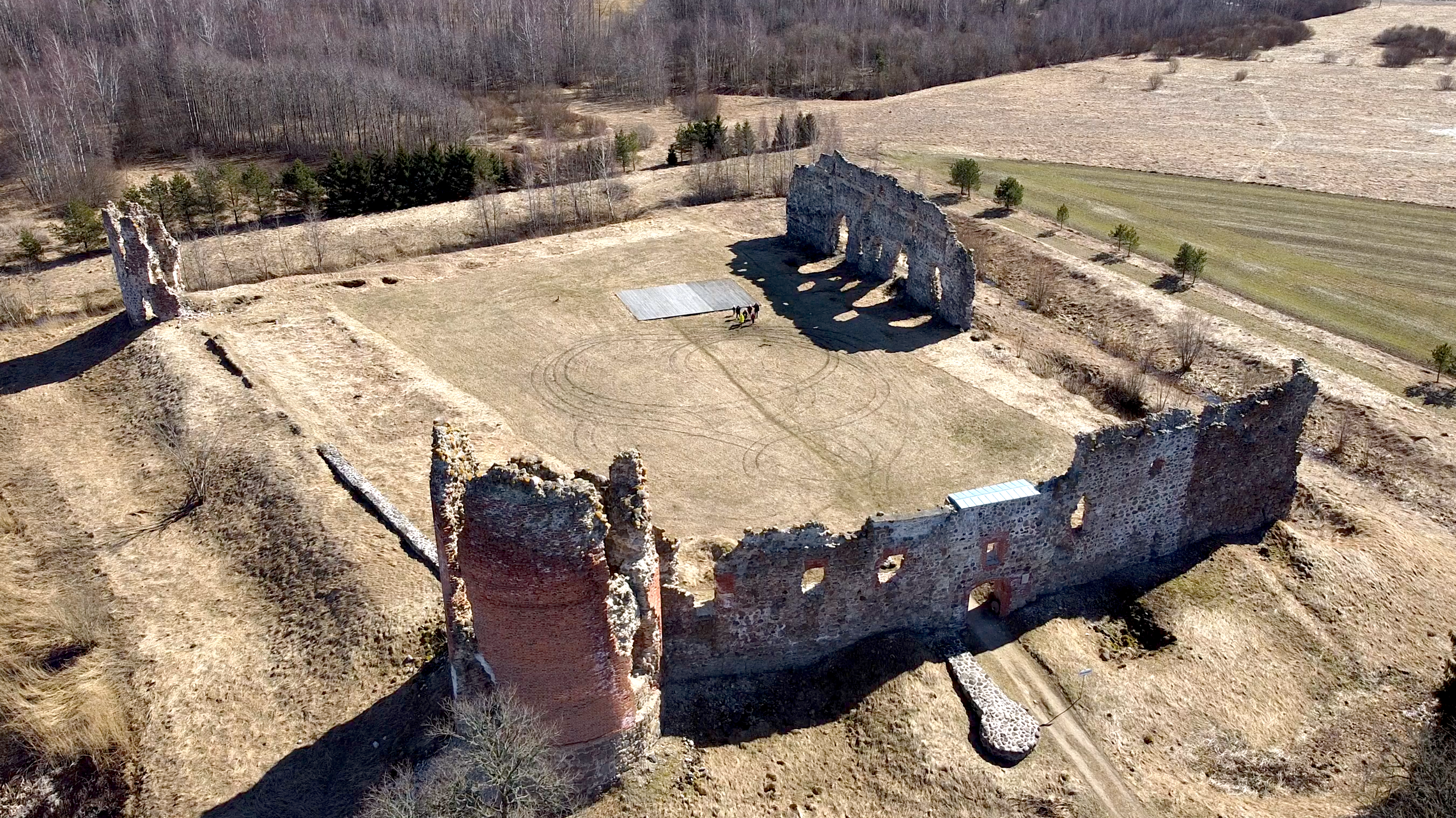